# Chalus (Puy-de-Dôme)
Chalus ist eine französische Gemeinde mit 181 Einwohnern (Stand: 1. Januar 2022) im Département Puy-de-Dôme in der Region Auvergne-Rhône-Alpes (vor 2016 Auvergne). Sie gehört zum Arrondissement Issoire und zum Kanton Brassac-les-Mines (bis 2015: Kanton Saint-Germain-Lembron).

## Geographie
Chalus liegt etwa 38 Kilometer südsüdöstlich von Clermont-Ferrand. Umgeben wird Chalus von den Nachbargemeinden Mareugheol im Norden, Gignat im Osten und Nordosten, Saint-Germain-Lembron im Osten und Südosten, Collanges im Süden, Boudes im Westen und Südwesten sowie Villeneuve im Westen und Nordwesten.

## Bevölkerungsentwicklung
| Jahr                       | 1962 | 1968 | 1975 | 1982 | 1990 | 1999 | 2006 | 2013 |
| Einwohner                  | 130  | 112  | 136  | 145  | 156  | 157  | 169  | 179  |
| Quellen: Cassini und INSEE |      |      |      |      |      |      |      |      |

## Sehenswürdigkeiten
- Ruine der Kirche Sainte-Madeleine
- Kirche Sainte-Foy, seit 1989 Monument historique
- Burg Chalus, seit 1989 Monument historique

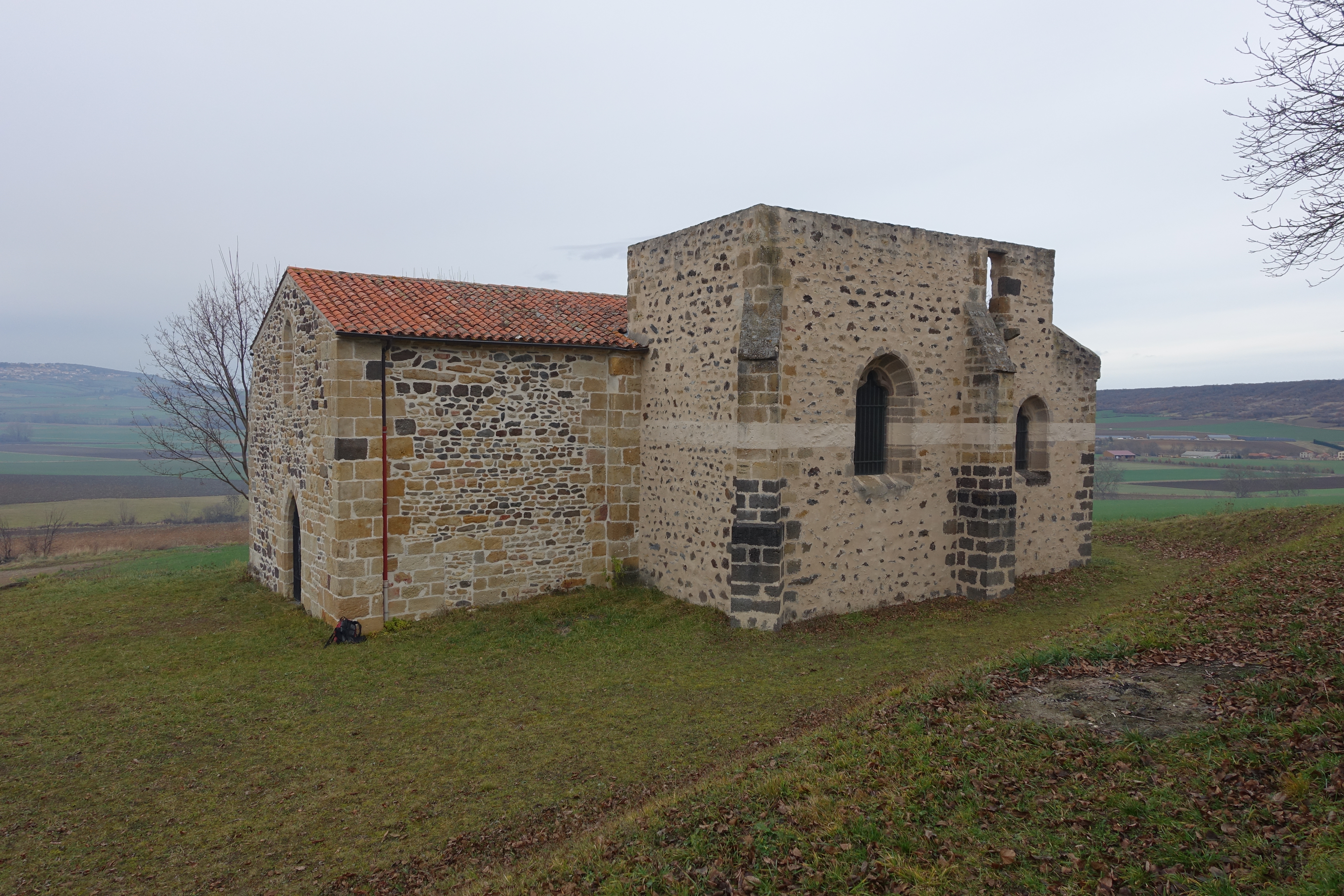
Ruine der Kirche Sainte-Madeleine
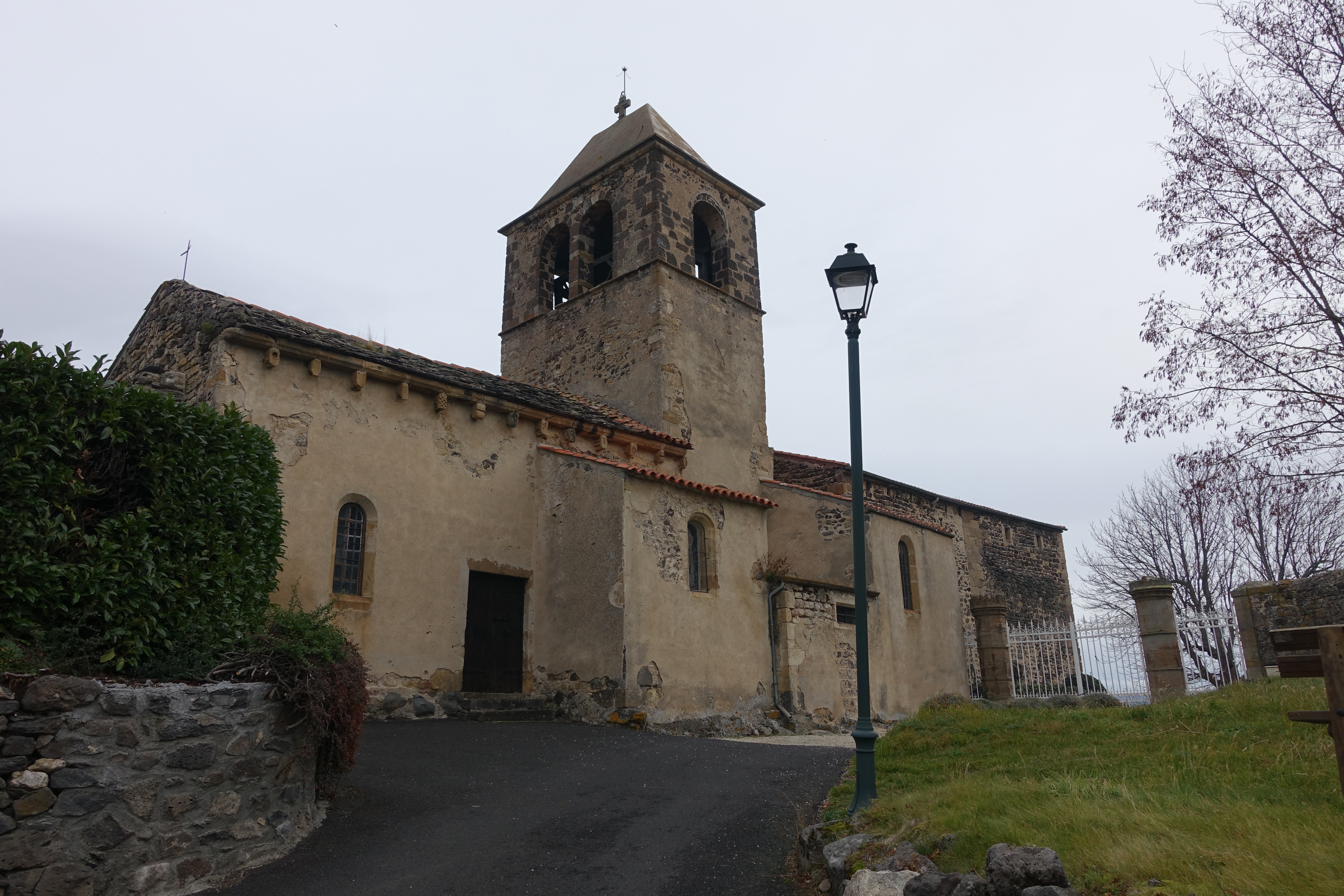
Kirche Sainte-Foy
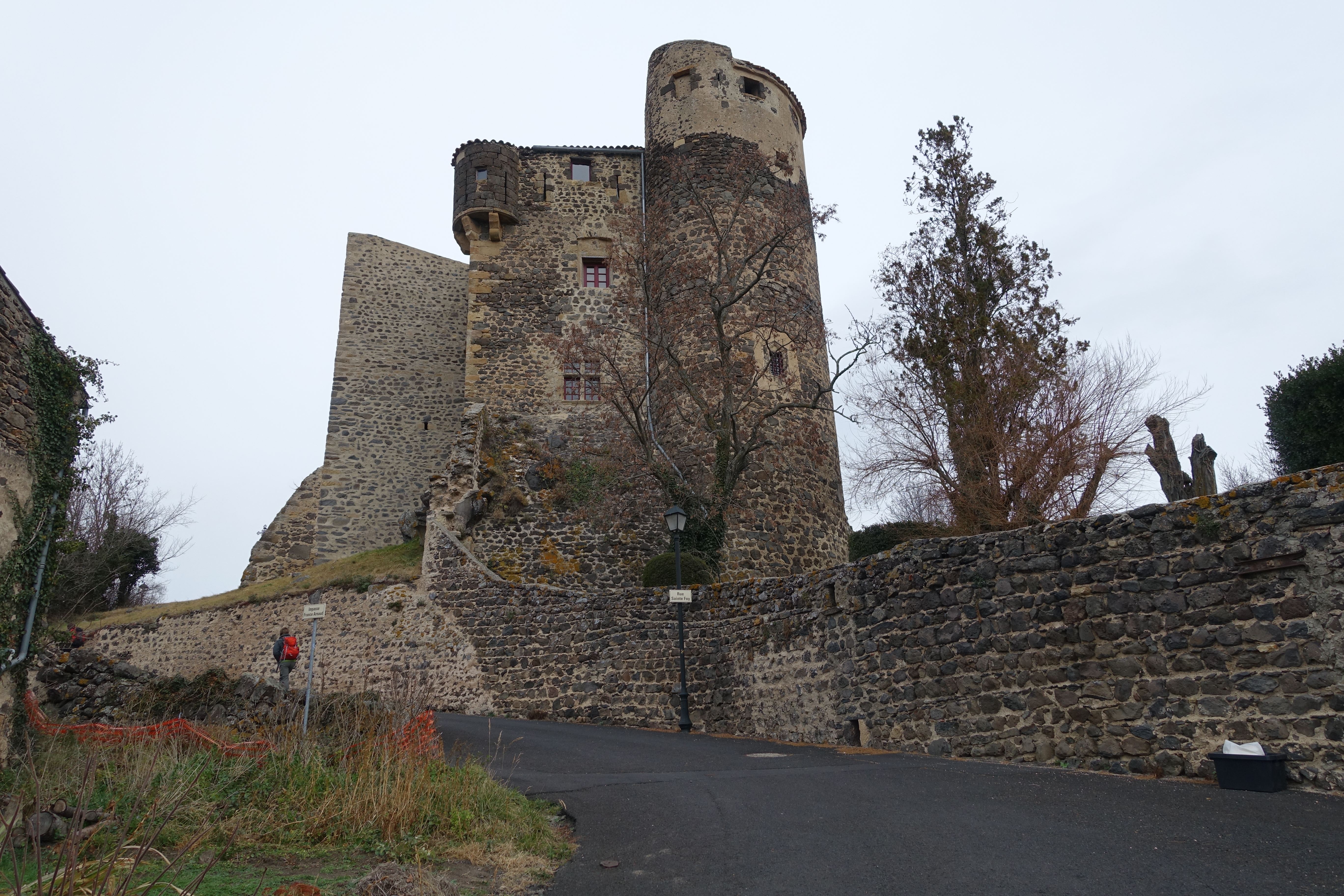
Burg Chalus